# Наближення. Наркотики і сп'яніння
Наближення. Наркотики і сп'яніння (нім. Annäherungen. Drogen und Rausch) — есе німецького письменника Ернста Юнґера, опубліковане в 1970 році, яке описує складну дугу, починаючи від особистого досвіду сп'яніння, через метафізичні, міфологічні та історичні рефлексії, до підходів у напрямку феноменів невидимого, широко концептуалізованого Юнґером універсуму інтоксикації та екстаз. У 315 розділах, що складаються з нібито хронологічних фрагментів, Юнґер розмірковує про автобіографічний досвід вживання пива, вина, нікотину, ефіру, лаудануму, кокаїну та екстракту канабісу, а також мескаліну та ЛСД.
Юнґер не переймається тут лексичним переліком п'янких наркотиків та їхнім культурним значенням, але, відштовхуючись від власних, часто випадкових, підходів, він переносить читача у світ, в якому відображені майже всі аспекти всього юнґерівського всесвіту, сформованого двома світовими війнами. Прямолінійність мемуарів неодноразово переривається і доповнюється калейдоскопічними екскурсами та зануреннями в літературу (Томас де Квінсі, Мопассан, Бодлер, а також уривки з його власних творів), міфологію та філософію.
Для Юнґера екскурсії в цю terra incognita асоціюються з небезпекою; він дає це зрозуміти на самому початку, називаючи перший розділ твору «Черепи й рифи», що вказує на близькість смерті, яка як фінальне наближення також пронизує духовну пригоду. У цьому творі з'явилася концепція психонавтики, яка згодом набула поширення за межами безпосереднього сприйняття Юнґера.
Ця книга, яку Юнґер розпочав як короткі спогади про Мірчу Еліаде, була розкритикована його основним читацьким колом, коли вийшла друком у 1970 році, і, своєю чергою, принесла йому нових читачів.

## Український переклад
- Ернст Юнґер. «Наближення. Наркотики і сп'яніння». Переклад з німецької: Роман Осадчук. Київ: Видавництво Жупанського, 2023. — 456 стор.